# Пизакане, Карло
Ка́рло Пизака́не, ге́рцог Сан-Джова́нни (итал. Carlo Pisacane, duca di San Giovanni; 22 августа 1818, Неаполь — 2 июля 1857, Санца, Кампания) — итальянский революционер, деятель Рисорджименто, социалист.

## Биография
Родился 22 августа 1818 года в Неаполе, в аристократической семье. Его отец, Дженнаро Пизакане, носил титул герцога Сан-Джованни. Получил военно-инженерное образование в военной академии Нунциателла. Затем служил в неаполитанской армии, из которой уволился в 1847 году из-за радикальных взглядов.
Эмигрировал в Лондон, затем некоторое время служил в Алжире (тогда французском) в Иностранном Легионе.
С началом революции 1848 года в Италии целиком примкнул к движению. Участвовал в Ломбардской войне с австрийцами, в 1849 году был начальником штаба Римской республики.
После взятия Рима французами вновь эмигрировал, жил в Лондоне, Женеве и Лозанне, затем в Генуе, тогда входившей в состав Сардинского королевства (Пьемонта). В это время он проникся идеями социализма, и его взгляды приобрели крайне радикальную направленность. Парламентскую пьемонтскую монархию Пизакане считал такой же угнетательской и антинародной, как и абсолютная монархия неаполитанских Бурбонов, и надеялся на социальную общенародную революцию, которая должна коренным образом разрешить и социальные, и национальные проблемы. При этом он отрицал идеи французских социалистов, основанные на приоритете централистски организованной «нации», как «деспотические», выдвигая в противовес им близкий к анархизму лозунг «свободы и ассоциации».
Одновременно он поддерживал связи с Джузеппе Мадзини. Когда Мадзини выдвинул план высадки в Неаполитанском королевстве, которая должна была послужить сигналом для общеитальянского восстания — предложил себя во главе предприятия. 25 июня 1857 года он отплыл из Генуи на пароходе «Кальяри» во главе отряда из 20 эмигрантов; кроме него, отрядом руководили адвокат Джованни Никотера и студент Джованни Батиста Фальконе. Пароход был снаряжен якобы для торговой поездки в Тунис; на самом деле его груз составляло оружие, которое предполагалось раздать присоединившимся к отряду повстанцам.
27 июня 1857 года повстанцы захватили тюрьму на острове Понца и освободили около 300 заключенных; с ними вместе вечером того же дня они высадились у городка Сапри и заняли его. Однако ни в Сапри, ни в других местечках, которые занимал Пизакане, они не встретили ни обещанных местными комитетами отрядов, ни поддержки среди жителей, которым читали свой манифест.
1 июля 1857 года повстанцы столкнулись с силами Бурбонов (два батальона) и понесли тяжелые потери в бою. На следующий день они были полностью уничтожены местным населением, натравленным на них местным мэром и архиепископом (говорившими, что на область напали выпущенные из тюрьмы уголовники).
Трагическая судьба экспедиции Пизакане в том же году послужила темой для хрестоматийного стихотворения Луиджи Меркантини «Сборщица колосьев из Сапри», с его знаменитым рефреном: «Их было триста, они были молоды и сильны — и они погибли!». Сам Пизакане описывается в нём так:
Голубоглазый, с золотыми волосами

Красавец юный шел перед ними.

Я осмелела, взяла его за руку:

«Куда идешь ты, командир прекрасный?»

Он взглянул и молвил: «О сестра, иду я

Умереть за нашу прекрасную отчизну».
Карло Пизакане — автор книг: «Война в Италии в 1848─1849» (1850), «Историко-политико-военные очерки об Италии» (т. 1-4, 1858─1860)

## Память
В честь Карло Пизакане названы:
- улицы в Милане, Риме, Сесто-Сан-Джованни, Перо, Ро, Падерно-Дуньяно

- образовательный комплекс в Понце[4]
- начальная школа в Риме[5]